# Dorfkirche Büste

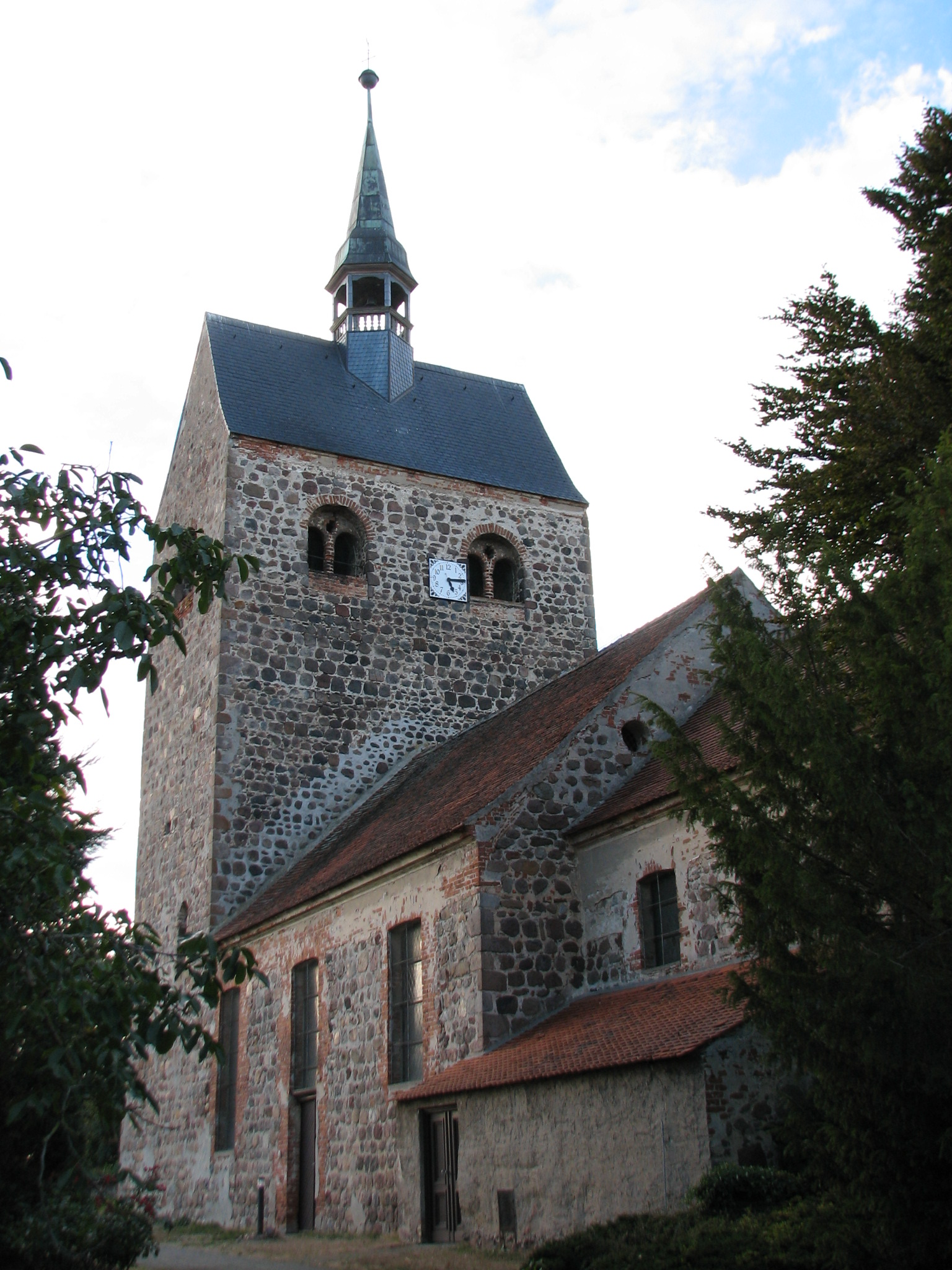
Dorfkirche Büste (Bismark)

Die evangelische Dorfkirche Büste ist eine romanische Saalkirche im Ortsteil Büste von Bismark (Altmark) im Landkreis Stendal in Sachsen-Anhalt. Sie gehört zum Pfarrbereich Bismark im Kirchenkreis Stendal der Evangelischen Kirche in Mitteldeutschland (EKMD) und kann auf Anfrage besichtigt werden.

## Geschichte und Architektur
Die Kirche ist eine romanische Saalkirche in Feldsteinmauerwerk mit eingezogenem quadratischem Chor und einem stattlichen Westquerturm aus der ersten Hälfte des 13. Jahrhunderts. Im Schiff sind große stichbogige Fenster von einem Umbau im Jahr 1829. Im ursprünglichen Zustand ist die rundbogige Priesterpforte in der Sakristei mit Kämpfergesimsen erhalten. Der Turm ist mit Satteldach und darauf sitzendem Dachreiter aus dem Jahr 1582 abgeschlossen, im Glockengeschoss sind rundbogige Schallöffnungen eingelassen, die zur Ostseite hin mit gekuppelten Backsteinbögen eingefasst sind. Im Innern ist der Turm mit zwei Tonnengewölben übereinander eingewölbt. Auf 6 m Höhe an der Südseite findet sich eine Einstiegstür, die über einen geknickten Gang durch das Mauerwerk das erste Geschoss erschließt; das zweite Geschoss ist durch eine Feldsteintreppe im Mauerwerk der Südseite zu erreichen; eine derartige Konstruktion deutet darauf hin, dass die Nutzung der Kirche als Zufluchtsort im Verteidigungsfall eingeplant war. Die Mauerstärke im Untergeschoss des Turms beträgt 2,8 m, im Schiff und Chor 1,2 m.
Die letzte Instandsetzung erfolgte im Jahr 1972. Im Innern schließt eine flache Holzbalkendecke das Bauwerk.

## Ausstattung
Das Hauptstück der Ausstattung ist ein neugotischer Kanzelaltar in Chorbreite aus dem Jahr 1829; über dem Schalldeckel sind barocke Figuren von zwei liegenden Engeln und dem auferstandenen Christus aus der Zeit von 1760/1670 angeordnet.
Die Sandsteintaufe in achteckiger Kelchform ist auf das Jahr 1521 datiert und zeigt eingetiefte Reliefs von Anna selbdritt, der Heiligen Katharina, zweier Apostel sowie Wappen und Ranken. Barocke Skulpturen der zwölf Apostel sind an der nördlichen Chorwand und im Schiff angeordnet, aus der gleichen Zeit stammt ein Kruzifixus. Weiter sind ein kleiner hölzerner Kruzifixus und eine Mosesfigur, beide aus der ersten Hälfte des 17. Jahrhunderts, zu nennen. Schließlich sind mehrere Grabsteine des 16. Jahrhunderts, darunter der Figurengrabstein des Hedderich von Jeetze († 1588) in der südlichen Vorhalle erhalten.